# Storia della Federazione Italiana Cronometristi

## Dalla nascita agli anni trenta
Il primo appello, di cui si ha traccia, che sollecitava la nomina di "cronometristi ufficiali" fu lanciato dalle colonne de La Stampa Sportiva il 3 gennaio 1904 con un articolo a tutta pagina orientato soprattutto alle misurazioni nelle gare di automobilismo. 
Il 6 novembre 1921 nasce il SICU, Sindacato italiano cronometristi ufficiali, con sede a Milano, e milanesi erano quattro dei sette fondatori (Gilbert Marley, Carlo Legnazzi, Leonardo Acquati, Achille Macoratti), i padri del cronometraggio inteso in senso moderno.
Ai quattro già citati vanno aggiunti Ferruccio Massara, che fu segretario generale e cassiere del SICU, il torinese Giancamillo Avezzano ed Edoardo Teoli, ingegnere romano. Il gruppo dirigente (in cui era entrato il cav. Antonio Vaghi), ruppe gli indugi e solo cinque mesi dopo (19 aprile 1922) il primo incontro ufficiale approvò lo statuto del sindacato.
Le basi erano state gettate e il piccolo nucleo di fondatori contava su una schiera più ampia di iscritti al SICU: in tutto 24. Quando l'anno successivo venne varata la tessera ufficiale, i cronometristi iscritti erano già 46 (12 di classe "A", 5 di classe "B" e ben 29 "aspiranti").
Il crisma del riconoscimento ufficiale da parte delle varie federazioni sportive nazionali giunse nel corso del terzo anno di vita dell'ente, quando nell'assemblea generale tenutasi nel febbraio del 1924 il consiglio direttivo ebbe la legittima soddisfazione di annunciare che il tanto auspicato riconoscimento era stato ormai ottenuto dalla maggioranza delle federazioni, anzi dalla totalità di quelle riguardanti gli sport per i quali l'opera di cronometraggio era assolutamente indispensabile. Quello del 10 febbraio 1924 fu il primo congresso ufficiale dei cronometristi e l'obiettivo che prioritariamente si perseguì fu sempre quello di puntare al miglior assetto organizzativo. Anche il ricambio al vertice del SICU fu vertiginoso.
Dopo il primo anno di vita, Legnazzi passò il testimone ad Achille Macoratti e questi nel 1925 lasciò il posto ad un ingegnere milanese, Amedeo Turba. Fu a settembre di quell'anno che il nuovo presidente orgogliosamente annunciò che dopo il riconoscimento ottenuto nei primi quattro anni di vita dalle federazioni, era giunto anche quello del CONI. I successi ottenuti trasmisero nuova linfa al SICU che nell'assemblea generale del febbraio 1926 varò un nuovo statuto.
Nell'ottobre dello stesso anno, il SICU convocò una nuova assemblea (l'ultima) presieduta da un grande amico dei cronometristi, l'onorevole Lando Ferretti, ed elesse un direttorio nel quale, come rappresentante del CONI, entrò a far parte Giuseppe Corbari, destinato ben presto a mettersi alla guida dei cronometristi italiani. L'ingresso di Giuseppe Corbari segnò una svolta storica nella vita federale: con lui il sindacato italiano cronometristi ufficiali divenne AIC, l'associazione italiana cronometristi. La nuova sigla venne varata nel settembre del 1927 sulla base delle direttive del CONI e lo stesso Corbari fu il primo presidente dell'AIC. Cambiò la tessera sociale e venne istituito il distintivo di riconoscimento (una clessidra a rilievo su smalto).
Nel dicembre 1928, sulla base dei risultati ottenuti, il CONI trasmise una circolare a tutte le federazioni e associazioni sportive con l'invito esplicito a servirsi dei cronometristi dell'AIC in tutte le manifestazioni.
Il 1930 fu segnato dalle dimissioni del presidente Corbari. Alla nomina del presidente dell'AIC provvide il CONI, che designò il conte romano Giovanni Bonmartini. Ma quest'ultimo rimase alla guida dell'AIC per meno di due mesi. L'associazione venne commissariata e al posto del conte Bonmartini fu chiamato, a maggio, il marchese fiorentino Luigi Ridolfi Vay da Verrazzano, allora presidente della FIDAL. Il primo atto del marchese Ridolfi fu esemplare: l'intero gruppo dei cronometristi della FIDAL fu in un sol colpo assorbito dall'AIC. Nello stesso anno, i cronometristi passarono da 122 a 170.
È un momento storico per i cronometristi: si festeggiano i primi dieci anni di attività e l'evento venne celebrato con un'opera scritta da colui che era la memoria storica del settore, Ferruccio Massara, segretario generale dei cronos dal 1921 al 1933. Il suo volume Il primo decennale della Associazione Italiana Cronometristi, 1921-1931, rappresenta ancora oggi una pietra miliare della documentazione storica sulla federazione.
Nel maggio 1932 il CONI adottò una nuova "carta statutaria" con l'obiettivo di coordinare e promuovere l'attività sportiva a tutti i livelli. Nell'elenco degli affiliati al CONI c'era l'associazione italiana cronometristi. Il documento sancì di fatto che i cronometristi erano ormai una realtà definitivamente consolidata nel panorama sportivo italiano.
Il 13 settembre del 1933 rappresenta un'altra data storica dell'attività dei cronometristi. Quel giorno, infatti, il presidente del CONI, Achille Starace, designò presidente dell'associazione italiana cronometristi il trentaquattrenne ing. Giovanni Romagna.
Il rigore, la passione e la volontà di quel dirigente garantirono a tutti i cronometristi italiani un nuovo salto di qualità. Si deve a lui la riorganizzazione dell'associazione, che consentirà di raggiungere standard e dotazioni di altissimo livello. Il primo atto della nuova gestione fu il trasferimento degli uffici da Milano a Roma, il secondo la nascita del Bollettino ufficiale: anche per il presidente Romagna l'identità del cronometrista fu il traguardo principale da raggiungere.
Il presidente del CONI, Starace, il 19 ottobre 1933 emanò una circolare "storica" per i cronometristi, con la quale disponeva che «...tutte le manifestazioni sportive dovranno essere presenziate da cronometristi ufficiali iscritti all'AIC. Pertanto nessun risultato di gara potrà essere omologato se nei verbali non risulterà la firma, che attesta la presenza, del cronometrista dell'AIC.»
Un altro passo verso il totale riconoscimento era compiuto. Ad esso se ne aggiunsero altri due assai significativi. Il 20 novembre 1933 l'AIC venne ammessa a far parte del consiglio generale del CONI tra le federazioni non olimpiche: nel 1934 il CONI approvò lo statuto dell'associazione e diffuse una circolare che sgombrò il campo da una serie di equivoci che continuavano a persistere all'interno di alcune federazioni che si servivano di cronometristi "autonomi".
Si moltiplicarono i corsi per favorire il reclutamento e, soprattutto, si concluse con la Ulysse Nardin un accordo per l'acquisto a rate di apparecchiature indispensabili: cronografi, contatori, sdoppianti e riprendenti. Il presidente Romagna, inoltre, comprendendo che gli organi di informazione avrebbero avuto un peso tutt'altro che trascurabile per dare visibilità all'AIC, emanò un disposizione che puntava a svolgere un'attività di supporto ai giornalisti che praticamente non aveva precedenti.
Il cronometraggio in quegli anni andò, dunque, a gonfie vele, ma l'AIC intuì che la stessa azione andava sviluppata oltre i confini nazionali. Il presidente incominciò a gettare i semi di una pianta il cui frutto sarà maturo ben 39 anni dopo, nel 1983, con il riconoscimento della federazione internazionale da parte del CIO.
Il numero degli iscritti, quello dei servizi espletati, la capillarità dell'organizzazione in ogni angolo della penisola autorizzavano, ormai, al gran salto: fu così che il CONI nel dicembre 1936 deliberò la nuova denominazione di "Federazione Italiana Cronometristi". Contestualmente riprese la pubblicazione del bollettino. Un bel risultato per il presidente Romagna che negli anni dal 1935 al 1937 concorse all'assegnazione del "Trofeo CONI" riservato alle federazioni non olimpiche.
Ma ciò che più stava a cuore al presidente Romagna era la nuova frontiera dell'attività federale: il cronometraggio elettrico, nonostante le polemiche sollevate da una parte della stampa a causa di alcuni inconvenienti. Nel 1938 il cronometraggio con le cellule fotoelettriche in pochi mesi divenne una realtà di cui presto non si poté fare a meno.

## Gli anni quaranta
Nel 1940 la situazione internazionale ebbe ripercussioni anche sull'attività sportiva. La guerra era alle porte, disagio e angoscia si fecero strada tra i dirigenti sportivi che almeno nella prima fase tentarono di far sopravvivere lo "sport nazionale".
Sul finire del 1940 arriva al vertice del CONI Raffaele Manganiello, un personaggio che segnerà in negativo la storia della federazione. Alcuni mesi dopo, infatti, con un'imprevedibile e immotivata decisione, Manganiello cancellò la Federazione italiana Cronometristi riducendola al rango di "Servizio di cronometraggio alle dirette dipendenze del comitato olimpico nazionale". Romagna da presidente si ritrovò "ispettore di servizio". Contemporaneamente ai cronometristi veniva sottratto il bollettino, insostituibile strumento di comunicazione interna e di aggiornamento. Fu un brutto colpo per Romagna che si sentì tradito dal fascismo, che sin dal primo momento aveva appoggiato con convinzione. La cancellazione della federazione era destinata ad avere un peso tutt'altro che trascurabile sul futuro dei cronometristi, condannati a vivere anni di contrasti prima di riprendere l'attività nella scia di una tradizione e di una professionalità consolidate.
Solo il 1º settembre 1944 si tornò a parlare di cronometraggio. In quel giorno il commissario governativo del CONI, l'avvocato Giulio Onesti, mise riparo ai guasti provocati dal provvedimento che aveva cancellato la Fic. La federazione fu ricostituita e a presiederla, in qualità di reggente, fu chiamato l'avvocato Cesare Sindici, di Roma. Sindici si ritrovò a gestire una federazione spaccata. Il servizio di cronometraggio negli anni bui aveva avuto altre due sedi: prima a Venezia, poi a Milano (dove il gruppo era guidato da un commissario, Adelson Nebuloni). La guerra aveva diviso il paese e con esso anche i cronometristi. I dirigenti dell'Alta Italia rivendicavano la leadership dell'attività federale e attuarono un'azione di ostruzionismo nel processo di riunificazione. Nel settembre del 1945 i cronometristi tornarono ad avere la loro pubblicazione: non più il bollettino, ma Cronos, l'organo ufficiale che da quell'epoca sarà prezioso "testimone" della vita federale. Intanto si ricostituivano le segreterie di zona centro meridionali e si metteva mano alla riforma dello statuto.
Il 16 ottobre 1945 a Firenze fu sottoscritta, alla presenza dell'avvocato Onesti, una convenzione tra i rappresentanti del CONI e i dirigenti delle organizzazioni sportive dell'Alta Italia. Sindici e Nebuloni giunsero alla decisione di sciogliere il servizio di cronometraggio costituendo contemporaneamente la delegazione Fic Alta Italia.
Più che una pace fu una tregua, che si ruppe sugli inizi del 1946, quando si tornò a parlare di autonomia del nord. Sindici tirò dritto per la sua strada con l'obiettivo di portare i cronometristi alla loro prima assemblea generale nazionale del dopoguerra. Ma gli irriducibile dell'Alta Italia non arretrarono di un passo e prospettarono all'avvocato Onesti l'intenzione di dare vita ad un referendum per sancire il definitivo distacco da Roma. Incalzato dalle proteste settentrionali e individuando nell'assemblea nazionale l'unica possibilità di giungere ad un chiarimento generale, Sindici forzò la mano. Fu eletta, su proposta di Nebuloni, una commissione (nove membri in tutto, uno ogni due regioni) cui fu dato l'incarico di definire l'ipotesi di lavoro di quella che in un primo momento fu chiamata assemblea generale nazionale e, un mese dopo, congresso nazionale. La commissione dei nove si riunì a Roma il 29 aprile e, pur registrando l'assenza del rappresentante di Lombardia e Venezia Euganea, stabilì data e luogo del congresso nazionale: 17-18 maggio a Firenze nella sede della società canottieri.
In quel congresso le polemiche scoppiarono già alla lettura dell'art. 1 del nuovo statuto che prevedeva la sede federale a Roma (la proposta passò con 60 voti favorevoli, 9 contrari e 1 astenuto). Lombardi e veneti, dopo la votazione si ritirarono formalmente dal congresso pur chiedendo e ottenendo di rimanere presenti come cronometristi. Furono eletti 10 componenti del consiglio direttivo (che dal 3 maggio 1953 si chiamerà consiglio nazionale) e, soprattutto, fu riconfermato all'unanimità Cesare Sindici.
Un bel successo, offuscato, però, dalla notizia che immediatamente i segretari di Milano, Carlo Principato, e di Vicenza, Domenico Meschinelli, si erano messi al lavoro per costituire l'UCAI, l'unione cronometristi alta Italia. Una sfida che provocò una ferma reazione contro i secessionisti da parte del nuovo gruppo dirigente: sospensione da tutte le attività di cronometraggio e deferimento al congresso nazionale per la radiazione dai ruoli federali. La comunicazione raggiunse non solo tutti i cronometristi italiani (diffidati dall'adesione all'UCAI) ma anche le federazioni e, più in generale, tutti coloro che organizzavano competizioni sportive. Anche l'avvocato Onesti, con una delibera del 10 gennaio 1947, chiarì che la Fic era l'unico organismo riconosciuto dal CONI per il cronometraggio.
Una frattura totale, dunque, ma che non giovava ad alcuno. Il 28 gennaio 1947 nel capoluogo lombardo ci fu un primo incontro chiarificatore. Furono individuate alcune ipotesi da portare alla valutazione del 2º congresso nazionale fissato da 13 al 16 aprile a Bologna.
Tra esse c'era quella che modificava la disponibilità dei voti per ogni segretario provinciale: uno ogni dieci iscritti, in modo da non penalizzare i gruppi più consistenti. La proposta passò ed i milanesi ebbero due rappresentanti nel consiglio direttivo, che non aveva più dieci componenti, ma dodici. L'abbraccio davanti ai congressisti tra Sindici e Piovella fu il miglior premio per tutti i cronometristi, del nord e del sud, che in quei mesi avevano svolto un'intelligente azione di mediazione per superare ogni genere di contrasto. Il congresso di Bologna confermò il presidente Sindici, ma soprattutto suggellò la riunificazione della federazione italiana cronometristi, aprendo la strada alla ricostruzione.
Il 19 e il 20 marzo si tenne a Perugia (Palazzo dei Priori) il quarto congresso nazionale che tributò a Sindici un nuovo successo: fu rieletto con 135 voti.

## Gli anni cinquanta
Nel congresso del 1950 a Trieste e in quello del 1951 a Palermo, i cronometristi presero atto con soddisfazione dei loro numerosi progressi. Dal 5 al 20 ottobre 1951, il segretario generale, Alessandro Fraschetti, fu l'inviato speciale della federazione ad Alessandria d'Egitto, dove si svolse la prima edizione dei Giochi del Mediterraneo.
Il 25 aprile 1952 segnò un'altra tappa importante nella storia federale. A Trento si riunirono i delegati del settimo congresso. Nel corso dei lavori venne varata una modifica dello statuto e nacque il consiglio di presidenza. Fu quello anche il penultimo anno di presidenza Sindici. Nella città, Firenze, che otto anni prima lo aveva incoronato presidente, Cesare Sindici il 28 marzo 1953, uscì di scena.
All'indomani del suo insediamento Romagna ebbe un chiodo fisso: il cronometraggio dell'Olimpiade di Cortina 1956. In pochi mesi l'intera federazione fu mobilitata per questo obiettivo. Mentre si intensificavano i rapporti con le aziende per progettare e costruire nuove apparecchiature, i cronometristi studiavano a fondo le varie specialità che li avrebbero visti al lavoro.
Ma il movimento sportivo italiano in quegli anni coronò un altro sogno, il 16 giugno 1955 a Parigi, con l'assegnazione dei giochi olimpici 1960 a Roma. Un grande successo per il CONI, un nuovo traguardo per la Fic.
Il 1957 vide il dodicesimo congresso nazionale (l'ultimo a scadenza annuale: da allora furono biennali) a Sorrento, con un meritatissimo successo per presidente Romagna cui furono assegnate 160 delle 164 preferenze disponibili.
Sul finire di quell'anno un altro triste evento colpì al cuore l'organizzazione dei cronometristi: la morte del segretario generale Alessandro Fraschetti, al cui posto, con una delibera firmata dal presidente Romagna il 14 dicembre 1958 e approvavta dal consiglio nazionale, fu chiamato Lucio Di Paola, già vicesegretario generale. Oltre alla reggenza dell'ufficio gli fu affidata la direzione del giornale federale che dal numero di gennaio 1959 mutò la testata da Cronos a Kronos.
La federazione cresceva: i cronometristi erano diventati 1523 (7 benemeriti, 115 internazionali, 372 nazionali, 1029 aggiunti) ma, soprattutto, il loro livello aveva raggiunto standard eccellenti, una garanzia per l'Olimpiade romana. Tutti ormai si rendevano conto di quanto fosse importante il ruolo del cronometrista. La prima universiade torinese, dal 27 agosto al 6 settembre 1959, rappresentò una specie di test per l'appuntamento olimpico: andò tutto nel migliore dei modi, consentendo la verifica anche di alcune apparecchiature.

## Gli anni sessanta
Intanto i Giochi Olimpici si avvicinavano a grandi passi e assorbivano completamente l'attività federale. La "Lupa capitolina", simbolo di Roma 1960, figurò sempre in ogni numero di Kronos, mentre didattica e aggiornamenti incalzarono a ritmi sempre più elevati per designare i 182 cronometristi da "chiamare in servizio" per il prestigioso evento. La Fic rispose pienamente alle esigenze olimpiche, raccogliendo consensi e attestazioni di stima ininterrottamente per tutto l'arco della Olimpiade, dal 26 agosto all'11 settembre.
Dal 21 al 29 settembre 1963, dopo il quindicesimo congresso nazionale a Pescara, si svolse a Napoli la quarta edizione dei Giochi del Mediterraneo, ma la Fic aveva ormai un "modulo" così collaudato, a Cortina prima e a Roma dopo, che quella manifestazione fu una gara come tante.
Si giunge al 1965, quando il crongresso nazionale cambia nome e, a Roma, il 13 e 14 marzo, si tiene la sedicesima assemblea federale che affronta nel dettaglio una serie di questioni tecniche sollevate soprattutto dall'organizzazione periferica. Incominciò in quell'occasione a farsi strada l'idea di reclutare le donne, soprattutto per atletica leggera e nuoto.
Ai cronometristi il bracciale non bastò più e così nacque la divisa federale che costava 12 000 lire. La stoffa per la giacca e i pantaloni arrivarono dalla Marzotto, mentre ai bottoni, la cravatta, il distintivo ricamato e il figurino pensava direttamente la federazione. La morte di Guido Roghi, amatissimo veterano veronese, segretario provinciale e consigliere federale, aprì nel peggiore dei modi l'anno 1969.
Ma quell'anno la federazione ottenne il più vivo apprezzamento del CONI, che ricevette la relazione portata dal presidente Romagna alla diciottesima assemblea federale (Roma, 22-23 marzo): il numero dei tesserati era salito a 1850, il bilancio federale era stato oculatamente investito per arricchire il pratimonio tecnico.

## Gli anni settanta
A settembre 1970 Torino (dal 26 agosto al 6 settembre) ospitò la sua seconda universiade e ai cronometristi (ne furono impegnati 70), forti ormai dell'esperienza maturata anche nel corso di due Olimpiadi, quell'importante evento sembrò quasi una passeggiata.
La federazione era diventata "adulta" ed era, ormai, un punto di riferimento per l'ambiente sportivo nazionale: così pochi mesi dopo si ritrovò a celebrare i 50 anni di attività con oltre duemila iscritti, nell'assemblea federale (la diciannovesima) di San Remo (31 marzo-4 aprile 1971), la cittadina che aveva già ospitato i cronometristi ventuno anni prima.
La ventesima assemblea federale (24-25 marzo 1973 a Viareggio) regalò all'ing. Romagna una memorabile riconferma: 256 voti su 256.
Il 1976 schiuse le sue porte con una notizia tristissima. Venne a mancare l'uomo della "rinascita", l'avv. Cesare Sindici, il presidente del dopoguerra. Intanto il consiglio fissò data e luogo della ventiduesima assemblea federale: 2-3 aprile 1977 a Bolzano. Fu una data storica per la Fic perché Romagna aveva deciso di lasciare la guida della federazione, creando un vuoto difficile da colmare. L'assemblea federale di Bolzano non ebbe esitazioni nell'indicare il successore: Fiorenzo Chieppi, docente di fisica terrestre nell'Università di Pavia e leader dei cronometristi pavesi. Fu un successo pieno con 268 voti, contro i 7 assegnati a Mario Cova, i 3 a Luciano Fagnani, i due a Luigi Busca. I tre, che in realtà non si erano candidati alla presidenza, nel corso della votazione successiva ottennero l'elezione nel consiglio federale. Nel medesimo organismo centrale "esordì" per la prima volta il barese Michele Bonante, che di Chieppi era destinato a diventare il successore. Da quel momento la federazione cambiò sigla. Non più Fic, ma Ficr, al fine di evitare confusione con le federazioni del ciclismo e del canottaggio.
Chieppi chiamò alla vicepresidenza Danilo Squilloni e Sandro De Crescenzi. Quest'ultimo può essere definito a pieno titolo il più grande divulgatore di questioni e apparecchiature tecniche nella storia federale. La sua copiosa produzione, anche al di fuori dell'ambito sportivo, rappresenta un contributo di enorme valore alla comprensione e alla diffusione delle tecniche di cronometraggio.
In occasione della ventitreesima assemblea federale del "Ciocco" (27-28 aprile 1979), il presidente Chieppi sottolineò che i cronometristi avevano realizzato un altro record sfondando il tetto dei tremila iscritti (3029). In quell'assemblea furono apportate alcune modifiche allo statuto: le segreterie provinciali diventarono sezioni ed i segretari diventarono presidenti.

## Gli anni ottanta
Alla ventiquattresima assemblea federale, fissata per il marzo 1981, la destinazione era Maratea, ma il terremoto del novembre 1980 che colpì la Basilicata e l'Irpinia vanificò gli sforzi dei cronos della sezione di Potenza. A rimediare provvidero i colleghi di Bari: nel capoluogo pugliese, dal 27 al 29 marzo 1981, in veste di "ospite d'onore", oltre che, naturalmente in quella di presidente della federazione internazionale, partecipò anche l'ing. Romagna. Sul piano dei numeri, la relazione di Chieppi, manco a dirlo, non tradì la tendenza di una federazione sempre in crescita: 3342 gli iscritti. Nei quattro anni di presidenza, aveva lavorato soprattutto puntando alla responsabilizzazione dell'organizzazione periferica.
La votazione fu poco più di una formalità: 178 preferenze a Chieppi, una a Sandro Donadon, sedici le schede bianche.
Nel 1982 i cronometristi scoprirono il computer ma solo qualche anno dopo la federazione si sarebbe concentrata in uno sforzo senza precedenti sul fronte della "cultura tecnologica".
Ad Acireale, nel marzo 1985, i cronometristi si ritrovarono nell'ultima assemblea federale della loro storia, la ventiseiesima: in quell'occasione, infatti, l'organismo cambiò nome in assemblea nazionale. Non fu l'unica variazione: l'assemblea regionale prese il posto di quelle provinciali, il segretario provinciale divenne fiduciario, le sezioni furono ribattezzate associazioni. I cronometristi si allinearono alle nuove disposizioni di legge ed anche alle altre federazioni, sotto la pressione della cosiddetta legge Evangelisti. Se non l'avessero fatto, sarebbero stati costretti ad uscire dal Coni o, addirittura, a sciogliere la federazione. Il nuovo assetto riorganizzò un esercito di tesserati che a fine 1984 erano ben 4188 (766 in più dell'anno precedente). In Sicilia Chieppi fu riconfermato con 138 voti su 227, precedendo il prof. Giovanni Fresia, piemontese, preside di uno fra gli istituti tecnici industriali (il "G. Vallauri" di Fossano, in provincia di Cuneo) più all'avanguardia in Italia, futuro direttore della struttura centrale della "Scuola federale di cronometraggio". Nell'elezione del consiglio federale fu netta l'affermazione di Michele Bonante (213 voti) che molti già indicavano come un futuro probabile presidente.
La ventisettesima assemblea nazionale si tenne nel 1987 a Pesaro e fu un momento di verifica della rivoluzione avvenuta due anni prima. Non fu un'assemblea facile. Molte critiche si abbatterono sulla gestione Chieppi, accusata, da alcuni, di venire meno alle dichiarate intenzioni di decentramento. Il consenso non era così largo e già in quell'occasione ci si rese conto che presto al vertice della federazione ci sarebbe stato un cambio della guardia. Il numero dei tesserati era cresciuto ancora (4377), ma era venuta meno parte dell'intesa tra il centro e la periferia che scalpitava. I due anni che precedettero la nuova assemblea nazionale per il rinnovo delle cariche federali fu un periodo di grande fermento; di candidature si incominciò a parlare con molti mesi in anticipo. E la ventottesima assemblea nazionale (il 18 marzo 1989 a Caserta) arrivò di gran carriera. Due i candidati: il presidente uscente e Michele Bonante, che nell'ultimo quadriennio era stato uno dei due vicepresidenti. Fiorenzo Chieppi nei suoi dodici anni di presidenza aveva salvato la federazione dalla tempesta della legge Evalgelisti, ma alla trasformazione della Ficr non corrispondevano nuovi meccanismi di gestione. A Caserta si chiuse il suo ciclo e si aprì quello di Michele Bonante. L'esito dell'urna fu di 63 voti per il presidente uscente e 95 per il suo sfidante: era scoccata l'ora delle tecnologie.
Il nuovo presidente partì di slancio articolando l'attività federale su quattro fronti: forte "posizionamento" dell'immagine della Ficr all'estero, trasformazione di Kronos e maggiore comunicazione con giornali e televisione, qualificazione dei cronometristi soprattutto sul fronte delle nuove tecnologie, dialogo permanente con le associazioni. Fu il primo passo di un'inversione di tendenza che sarà costante e graduale: presidenza e consiglio federale assunsero la leadership delle iniziative, guidarono lo sviluppo della Ficr, riaffermarono quella centralità che era venuta a mancare dopo la trasformazione imposta dalla legge Evangelisti, con uno spirito manageriale che non tardò a dare i primi frutti.

## Gli anni novanta
A marzo 1990, proseguendo nella politica di sempre maggiore identificazione del cronometrista, fu varata la nuova divisa federale. Fu poi la volta di Kronos, che a settembre 1990 si presentò con formula editoriale, veste grafica e formato degni, finalmente, di una rivista federale.
La "rivoluzione tecnologica" ebbe un ulteriore significativo impulso ad ottobre del 1990, quando la Ficr chiuse un "super accordo" con l'Olivetti articolato su quattro punti:
1) fornitura di apparecchiature a condizioni agevolate
2) sviluppo di programmi comuni per il rilevamento e la divulgazione
3) partecipazione ai diritti di identificazione TV
4) assistenza nella realizzazione del centro tecnico della Federazione Italiana Cronometristi di Riano.
Nel giugno del 1991 il presidente dei cronometristi raggiunse Atene nelle vesti di vicepresidente del "comitato promotore della tredicesima edizione dei Giochi del Mediterraneo Bari '97". Il 26 giugno il capoluogo barese ottenne la sospirata designazione battendo Tunisi e Valencia. Non poteva esserci modo migliore che un nuovo riconoscimento all'estero per festeggiare i 70 anni di vita della federazione.
Nell'aprile 1992 arriva una nuova prova del fuoco per la federazione: Lucio Di Paola, ormai mitica figura della federazione, alla guida della segreteria generale sin dal 14 dicembre del 1958, va in pensione. La segreteria generale passa nelle mani di Antonio Amatulli, maestro dello sport, all'epoca trentanovenne.
Intanto la scuola federale di cronometraggio voluta da Bonante due anni prima ed affidata a Fresia ormai camminava sulle sue gambe e con prospettive e programmi sempre più ambiziosi. Ad essa va aggiunta la nascita del centro tecnico di Riano, all'interno del complesso sportivo del CONI. Ultimi fiori all'occhiello di un gruppo dirigente che in quattro anni aveva dato un nuovo volto, una diversa organizzazione alla federazione.
Su queste basi nel febbraio 1993 si giunse alla trentesima assemblea nazionale di Roma, dove l'assemblea riconobbe che Bonante non era venuto meno agli impegni di Caserta e lo riconfermò per quattro anni. Ma scelta ancor più appropriata fu quella adottata da Bonante e dal consiglio federale: la nomina di Romagna, il "grande vecchio", a presidente onorario della Ficr, un avvenimento che fu accolto da un'ovazione.
L'inizio del nuovo quadriennio fu segnato dalla scomparsa di uno dei cronometristi più illustri: il milanese Arnaldo Teichmann, uno di quei tecnici (aveva lavorato all'Alfa Romeo) cui si deve molto dello sviluppo dei sistemi di misurazione.
Anche il 1994 fu un anno importante per la Ficr, soprattutto per il rapporto instaurato con l'Arena. L'azienda di Tolentino diventa, infatti, fornitrice ufficiale dei cronometristi italiani.
A settembre i cronos della Ficr furono chiamati al bordo vasca della piscina olimpica al Foro Italico per i VII Campionati mondiali di nuoto e dopo due mesi furono informati dal comitato organizzatore dei Giochi del Mediterraneo di Bari '97 che a loro era stato ufficialmente affidato il servizio di cronometraggio.
Intanto incombeva già la trentunesima assemblea nazionale. I cronometristi furono di nuovo insieme nel marzo 1995 a San Remo, dove Bonante si presentò con un dato storico: 6500 tesserati. Il boom della federazione fu salutato con l'approvazione a larga maggioranza della relazione del consiglio federale, ma anche da un documento firmato da 46 presidenti di associazione che sollecitarono "maggiori consultazioni, la creazione di un gruppo di lavoro per regolare il funzionamento delle équipe regionali e un più completo aggiornamento tecnico".
Si giunge al 1996, anno in cui la federazione festeggia i suoi primi 75 anni con una cerimonia a Roma, nella sala Protomoteca del Campidoglio, alla presenza del presidente del Coni, Mario Pescante. Nell'occasione il presidente Bonante presenta il volume L'attimo fuggente (edito da Adda), realizzato per celebrare l'evento, e la mostra a Palazzo Braschi che offre un ampio spaccato del passato e del presente della federazione. La festa, però, è rovinata dal lutto certamente più grave in quei 75 anni di storia della Ficr: la scomparsa, a 97 anni, di Giovanni Romagna.
Il 1997 è segnato dal brillante successo dell'équipe federale ai Giochi del Mediterraneo di Bari.
Gli anni che seguono e che avrebbero dovuto vedere la federazione prepararsi alle sfide del nuovo millennio, risulteranno invece anni difficili e duri.
Le novità della legge Melandri prima - che metterà per mesi in dubbio la sopravvivenza stessa delle federazione - e la pesante scure governativa sui finanziamenti per lo sport dopo, complicano in maniera considerevole un percorso che aveva fino a quel momento visto la Ficr porsi a modello di organizzazione e sviluppo nel paese e fuori. In questa bufera Bonante e i suoi collaboratori a tutti i livelli dimostrano di avere la maturità, la competenza, la professionalità e la coesione necessarie per traghettare la federazione verso gli anni duemila.

## Primi anni duemila
Si giunge così all'appuntamento del dicembre 2000 a Riccione, quando, al termine della trentacinquesima assemblea nazionale Michele Bonante viene confermato a larga maggioranza, per il quarto mandato consecutivo, alla guida della Ficr.
L'anno successivo la federazione celebra i suoi 80 anni partecipando alla "costruzione" di un Coni tutto nuovo che, nella giunta guidata dal riconfermato presidente Petrucci, vede approdare per la prima volta un cronometrista di lungo corso, Michele Barbone.
Nello stesso anno giunge un importante traguardo per la scuola federale di cronometraggio diretta da Giovanni Fresia, che celebra i suoi primi dieci anni di vita.
Nel 2004 è una novità di carattere legislativo a dare nuovo respiro a tutto il movimento sportivo nazionale: il cosiddetto "decreto Pescante" che restituisce al Coni un aspetto più familiare, dopo le vicissitudini create dalla riforma Melandri. Un decreto che riassegna autorevolezza agli organi dirigenti dello sport, che fa del Coni la confederazione delle federazioni sportive nazionali e delle discipline associate, restituendo al tempo stesso centralità al congresso nazionale. Queste ed altre innovazioni hanno il merito di snellire l'apparato e le procedure, conservando alle federazioni quella personalità giuridica di natura privatistica che era stata forse l'unica novità positiva introdotta dal precedente decreto.
5 marzo 2005: a Montesilvano, l'assemblea nazionale si riunisce per la quarantesima volta e per il quinto mandato consecutivo Michele Bonante viene riconfermato alla guida della Ficr. Il presidente ha puntato sulla forza di un programma di squadra che mette al primo posto il ruolo delle associazioni, un programma che, come dice il titolo che gli è stato attribuito, è tutto una "fabbrica di idee". A contrastargli il cammino verso la rielezione c'è stato il solo Gianfranco Ravà che a Montesilvano comincia a preparare il terreno per la futura, più decisa "scalata" al vertice della federazione.
Per un presidente confermato, un direttore che cambia: parliamo del nuovo direttore della scuola federale di cronometraggio, Francesco Andria, chiamato nel 2005 a guidare questa importantissima istituzione della Ficr dopo il lungo corso (tredici anni) di Giovanni Fresia secondo le direttrici stabilite dal consiglio federale: fare scuola, ovvero formare le giovani leve dando loro una buona formazione di base; aggiornare i propri operatori. Nel nuovo corso della scuola gli istruttori tecnici nazionali e gli istruttori tecnici territoriali – che lavoreranno a stretto contatto con le associazioni – potranno essere supportati anche da specialisti esterni; inoltre il presidente della commissione tecnica federale – l'ing. Igor Carpita – viene inserito di diritto nel consiglio direttivo della scuola per una sinergia fra le due strutture.
Il 14 febbraio 2007, 50 cronos provenienti da tutta Italia intervengono, in Vaticano, all'udienza del papa Benedetto XVI che riserva un saluto speciale alla Ficr: una giornata indimenticabile e di grande emozione, come testimonierà, sulle colonne di Kronos, quella che da tempo è divenuta ormai la voce ufficiale della redazione, Cristina Latessa: "I cronometristi hanno risposto numerosi all'evento reso possibile dai grandi sforzi della segreteria federale: l'atmosfera è eccitante per l'attesa di vivere l'emozione di un incontro ravvicinato con il successore di Pietro".
Nello stesso anno si concretizza il progetto "Ficr e scuola" che, sotto l'egida del CONI e in virtù di una convenzione con il ministero della pubblica istruzione, mira a promuovere sul territorio i valori etici dello sport e la missione dei cronos in ambito sportivo.
Sono passati ormai vent'anni dal quel lontano 18 marzo del 1989 a Caserta, anni che hanno permesso a Michele Bonante di lasciare un'impronta importante della propria presenza ai vertici della Ficr. Ed è sempre in un giorno di marzo, a Riccione, che la quarantunesima assemblea nazionale decide anche se con maggioranza risicata per il cambiamento (54 a 52 voti e 1 scheda bianca).
Per farlo, 65 anni dopo Cesare Sindici, chiama alla presidenza della Ficr un altro avvocato romano, il quarantaseienne Gianfranco Ravà.
Un lungo passato da cronometrista, avendo iniziato a soli 16 anni, una importante milizia nei ruoli federali (coordinatore della struttura periferica Lazio-Campania della scuola di cronometraggio, membro della procura federale, per quattro anni consigliere federale), Ravà ottiene il consenso dell'assemblea di Riccione con un programma che mira decisamente al potenziamento dell'immagine della federazione e alla massima qualificazione dei suoi associati, cominciando col riannodare il rapporto tra consiglio federale e associazioni che egli vede ormai sfilacciato.
Proprio alle associazioni, che a Riccione si sono presentate in misura massiccia (107 su 108), guarda con particolare attenzione anche in termini economici e di assistenza fiscale. Senza dimenticare la necessità di ricostruire da un canto un dialogo con le consorelle federazioni e ripensare contemporaneamente alla qualificazione dei cronometristi attraverso una formazione più seria ed approfondita. In quest'ottica Ravà annuncia l'istituzione di un centro studi che andrà a inserirsi fra la scuola federale di cronometraggio e la commissione tecnica federale, occupandosi in particolare dello studio di software, strumenti e tecniche di cronometraggio e svolgendo un compito di divulgazione scientifica. A tutto questo Ravà aggiunge la promessa di nuovi sforzi nel settore del marketing e della comunicazione, sempre con l'obiettivo di rivalutare l'immagine dei cronos.

## Gli anni 2010-19
Nel 2011 la federazione dei "signori del tempo" festeggia i novanta anni di fondazione.
Due anni dopo, nel corso della quarantatreesima assemblea, il 26 gennaio 2013, a Riccione, con 83 voti favorevoli su 103 associazioni votanti, Gianfranco Ravà viene confermato presidente della Federazione Italiana Cronometristi, per il quadriennio 2013-2016.
Il 3 e 4 marzo 2017 si tiene la quarantaquattresima assemblea nazionale, sempre a Riccione, Ravà si presenta per la terza volta, e si riconferma presidente con 84 voti su 103 associazioni votanti.

## Gli anni venti
Nel 2021 la federazione festeggia il centenario dalla fondazione.
A Roma il 13 febbraio si tiene la XLV assemblea, sono rappresentate 102 associazioni su 105, l'assemblea si svolge in piena pandemia sono ammessi solo gli aventi diritto al voto e i 2 candidati alla presidenza: Gianfranco Ravà e il suo vice vicario Antonio Rondinone (consigliere dal 2005), con 60 voti a 41 (1 scheda bianca) Rondinone diventa presidente, l'assemblea premia il suo programma che pone al centro le associazioni e la sburocratizzazione della federazione.
A Riccione il 2 aprile 2022 si tiene la XLVI assemblea convocata solo per approvare alcune modifiche alla Statuto Federale, le principali modifiche vanno ad eliminare i Comitati Regionali nelle regioni con meno di 10 associazioni.
Due anni dopo, il 21 dicembre, sempre a Riccione si celebrano sia La XLVII che la XLVIII convocate una per delle modifiche statutarie e l'altra per il rinnovo delle cariche. Rondinone si presenta come unico candidato e viene riconfermato con ampia maggioranza 88 voti su 103 associazioni presenti (1 sola assenza).  